# Pokal Slovenije 2001/02
Der Pokal Slovenije 2001/02 war die elfte Austragung des slowenischen Fußballpokalwettbewerbs der Herren. Pokalsieger wurde Titelverteidiger ND HIT Gorica, der sich im Finale gegen NK Aluminij durchsetzte.
Durch den Sieg im Finale qualifizierte sich Gorica für die Qualifikationsrunde im UEFA-Pokal 2002/03.

## Teilnehmer
| Nogometna Liga 2000/01    |
| ------------------------- |
| NK Maribor Piovarna Laško |
| NK Olimpija Ljubljana     |
| NK Primorje               |
| NK Mura                   |
| NK Publikum Celje         |
| FC Sport Line Koper       |
| ND HIT Gorica             |
| NK Rudar Velenje          |
| NK Korotan Prevalje       |
| NK Domžale                |
| NK Dravograd              |
| NK Tabor Sežana           |

| Sieger des Regionalpokals | Sieger des Regionalpokals                       |
| ------------------------- | ----------------------------------------------- |
| MNZ Celje                 | NK Era Šmartno, NK Šmarje pri Jelšah            |
| MNZ Koper                 | NK Ankaran Hrvatini, NK Jadran Dekani           |
| MNZG Kranj                | NK Živila Triglav Kranj, NK Šenčur              |
| MNZ Lendava               | NK Odranci, NK Nafta Lendava                    |
| MNZ Ljubljana             | NK Viator & Vektor Ljubljana, NK Elan, NK Kolpa |
| MNZ Maribor               | NK Železničar Maribor, ŠD Rogoza, NK Paloma     |
| MNZ Murska Sobota         | ND Beltinci, ŠNK Bakovci                        |
| MNZ Nova Gorica           | NK Brda Dobrovo, NK Tolmin                      |
| MNZ Ptuj                  | NK Ormož, NK Aluminij                           |

## Modus
In den beiden ersten Runden wurde der Sieger in einem Spiel ermittelt. Stand es nach der regulären Spielzeit von 90 Minuten unentschieden, kam es zur Verlängerung von zweimal 15 Minuten und falls danach immer noch kein Sieger feststand zum Elfmeterschießen. Ab dem Viertelfinale wurden die Sieger in Hin- und Rückspiel ermittelt. Unterklassige Teams hatten bis zum Achtelfinale Heimrecht.

## 1. Runde
| Datum                 |                              | Ergebnis               |                           |
| --------------------- | ---------------------------- | ---------------------- | ------------------------- |
| 14.07.2001, 17:30 Uhr | FC Sport Line Koper          | 3:0                    | NK Živila Triglav Kranj   |
| 14.07.2001, 18:00 Uhr | NK Brda Dobrovo              | 0:9                    | NK Maribor Piovarna Laško |
| 15.07.2001, 17:30 Uhr | NK Paloma                    | 0:4                    | NK Rudar Velenje          |
| 15.07.2001, 17:30 Uhr | NK Era Šmartno               | 1:1 n. V., (6:5 i. E.) | NK Primorje               |
| 15.07.2001, 17:30 Uhr | NK Elan                      | 0:8                    | NK Mura                   |
| 15.07.2001, 17:30 Uhr | NK Korotan Prevalje          | 1:1 n. V., (3:4 i. E.) | NK Domžale                |
| 15.07.2001, 17:30 Uhr | ND Beltinci                  | 1:5                    | ND HIT Gorica             |
| 18.07.2001, 20:00 Uhr | NK Olimpija Ljubljana        | 2:4                    | NK Publikum Celje         |
| 05.08.2001, 17:00 Uhr | ŠNK Bakovci                  | 1:2                    | NK Šmarje pri Jelšah      |
| 05.08.2001, 17:00 Uhr | NK Odranci                   | 4:3                    | NK Kolpa                  |
| 05.08.2001, 17:00 Uhr | NK Nafta Lendava             | 1:2 n. V.              | NK Šenčur                 |
| 05.08.2001, 17:00 Uhr | NK Viator & Vektor Ljubljana | 2:1                    | NK Tolmin                 |
| 05.08.2001, 17:00 Uhr | NK Ormož                     | 0:8                    | NK Aluminij               |
| 05.08.2001, 17:00 Uhr | NK Tabor Sežana              | 2:5                    | NK Dravograd              |
| 05.08.2001, 17:00 Uhr | NK Železničar Maribor        | 5:1                    | NK Jadran Dekani          |
| 05.08.2001            | ŠD Rogoza                    | 0:3 (w.o.)             | NK Ankaran Hrvatini       |

## Achtelfinale
| Datum                 |                       | Ergebnis               |                              |
| --------------------- | --------------------- | ---------------------- | ---------------------------- |
| 19.09.2001, 16:00 Uhr | NK Ankaran Hrvatini   | 0:3                    | NK Odranci                   |
| 19.09.2001, 16:00 Uhr | NK Železničar Maribor | 1:0                    | FC Sport Line Koper          |
| 19.09.2001, 16:00 Uhr | NK Domžale            | 0:2                    | NK Era Šmartno               |
| 19.09.2001, 16:00 Uhr | NK Dravograd          | 0:1                    | NK Viator & Vektor Ljubljana |
| 19.09.2001, 16:00 Uhr | NK Šmarje pri Jelšah  | 0:6                    | NK Maribor Piovarna Laško    |
| 19.09.2001, 16:00 Uhr | NK Aluminij           | 2:1 n. V.              | NK Mura                      |
| 19.09.2001, 16:00 Uhr | NK Publikum Celje     | 1:1 n. V., (1:3 i. E.) | NK Rudar Velenje             |
| 19.09.2001, 19:00 Uhr | NK Šenčur             | 0:1                    | ND HIT Gorica                |

## Viertelfinale
Die Hinspiele fanden am 10. Oktober 2001 statt, die Rückspiele am 24. Oktober 2001.
|                           | Gesamt |                              | Hinspiel | Rückspiel |
| ------------------------- | ------ | ---------------------------- | -------- | --------- |
| NK Rudar Velenje          | 1:2    | NK Era Šmartno               | 0:1      | 1:1       |
| NK Aluminij               | 7:2    | NK Železničar Maribor        | 4:0      | 3:2       |
| NK Maribor Piovarna Laško | 5:3    | NK Viator & Vektor Ljubljana | 2:1      | 3:2       |
| NK Odranci                | 01:10  | ND HIT Gorica                | 0:5      | 1:5       |

## Halbfinale
Die Hinspiele fanden am 20. März 2002 statt, die Rückspiele am 3. April 2002.
|                           | Gesamt    |                | Hinspiel | Rückspiel |
| ------------------------- | --------- | -------------- | -------- | --------- |
| NK Maribor Piovarna Laško | 2:3       | ND HIT Gorica  | 1:0      | 1:3       |
| NK Aluminij               | (a)2:2(a) | NK Era Šmartno | 1:0      | 1:2       |

## Finale

### Hinspiel
| Paarung        | ND HIT Gorica – NK Aluminij |
| Ergebnis       | 4:0 (2:0) |
| Datum          | 1. Mai 2002 um 17:00 Uhr |
| Stadion        | Športni Park, Nova Gorica |
| Zuschauer      | 700 |
| Schiedsrichter | Damir Skomina |
| Tore           | 1:0 Admir Kršić (5.) 2:0 Aleš Puš (26.) 3:0 Aleš Puš (60.) 4:0 Miran Srebrnič (88.) |
| ND HIT Gorica  | Borut Mavrič – Aleš Puš, Florijan Debenjak, Miran Srebrnič , Ismet Ekmečić (69. Darko Kremenović) – Nebojša Kovačević (87. Jaka Šabec), Saša Panič, Robert Težački, Admir Kršić – Matej Mavrič, Ehad Goga Cheftrainer: Pavel Pinni         |
| NK Aluminij    | Dino Šeremet – Boštjan Koren, Danilo Pučko (87. Leon Panikvar), Peter Prapotnik, Luka Pekez – Boris Sambolec, Črtomir Gojković, Gregor Dončec (50. Iztok Pipenbaher), Peter Franci – Ante Šimundža, Milan Rakić Cheftrainer: Branko Horjak |
| Gelbe Karten   | Florijan Debenjak – Gregor Dončec |

### Rückspiel
| Paarung        | NK Aluminij – ND HIT Gorica |
| Ergebnis       | 1:2 (0:0) |
| Datum          | 8. Mai 2002 um 17:00 Uhr |
| Stadion        | Športni Park, Kidričevo |
| Zuschauer      | 1.200 |
| Schiedsrichter | Drago Kos |
| Tore           | 1:0 Aleš Čeh (54.) 1:1 Ismet Ekmečić (61.) 1:2 Darko Kremenović (90.) |
| NK Aluminij    | Dino Šeremet – Boštjan Koren, Sebastjan Golob (54. Leon Panikvar), Luka Pekez, Boštjan Zemlijić – Danilo Pučko (64. Boris Sambolec), Črtomir Gojković, Aleš Čeh, Peter Franci (46. Gregor Dončec) – Ante Šimundža, Iztok Pipenbaher Cheftrainer: Branko Horjak |
| ND HIT Gorica  | Borut Mavrič – Aleš Puš, Miran Srebrnič , Ismet Ekmečić (80. Jaka Šabec), Nebojša Kovačević – Saša Panič (62. Žarko Aranđelović), Robert Težački, Admir Kršić, Aleš Kokot – Matej Mavrič, Ehad Goga (59. Darko Kremenović) Cheftrainer: Pavel Pinni            |
| Gelbe Karten   | Iztok Pipenbaher, Luka Pekez, Gregor Dončec – Aleš Puš, Robert Težački |